# Церква Святого Миколая (Запоріжжя, проспект Ювілейний)

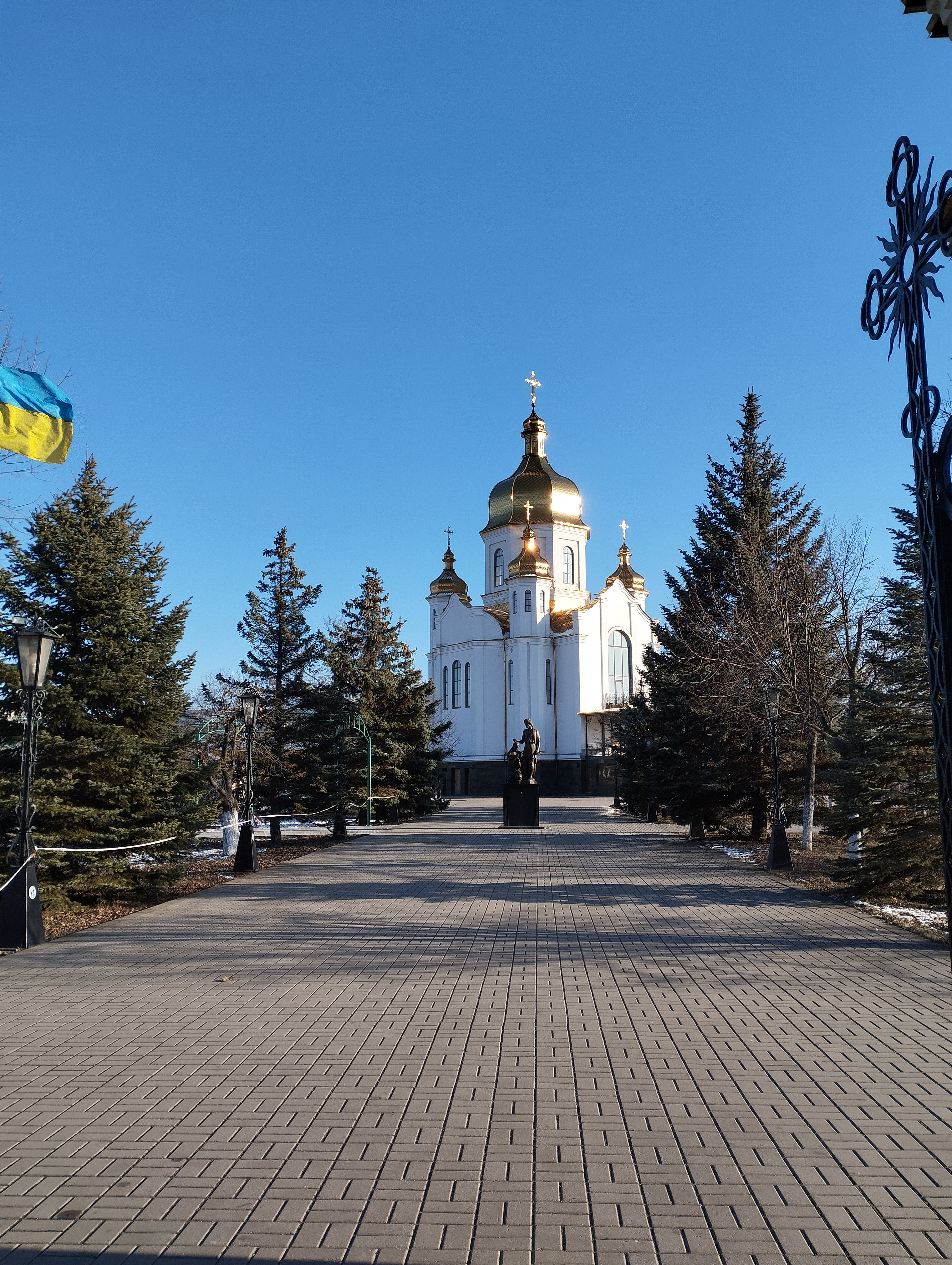
Церква св.Миколая Запоріжжя пр.Ювілейний

Церква Святого Миколая — це православний храм Хортицького району міста Запоріжжя, заснований у 1992. Знаходиться за адресою Проспект ювілейний,1.Відноситься до ПЦУ.

## Історія
На початку 90-х років здійснив перший візит до Запоріжжя Святійший патріарх Київський і усієї Русі-України Філарет. Тоді, у місті починає формуватися нова церковна громада. Патріарх благословив молодого священника отця Володимира Гошовського, який приїхав з Тернополя, на плідну працю на церковній ниві.

Перші богослужіння відправлялися у фойє кінотеатру «Побєда» (сьогодні палац культури Хортицького району). Однак тривало це не довго, далі церковна громада вирішує будувати власне приміщення.
Міська рада дає дозвіл і місце для будівництва тимчасової споруди. Фінансують проектні роботи керівник приватного підприємства «Берегиня» Валентина Миколаївна Качалай. А Юрій Георгійович Бочкарьов, який очолював тоді обласну владу, сприяє виділенню коштів на купівлю ангара.
Перше богослужіння у тимчасовому ангарі — випало на Благовіщення 1994 року.
Парафіяни приносили вишиті рушники, скатертини, килимки для прикрашання приміщення церкви.
Згодом з'явилися ікони, авторами яких були місцеві художники, зокрема — Феодосій Дмитрович Сполітак.
Під керівництвом настоятеля отця Володимира велася підготовка до будівництва нового капітального храму. Зводили господарські і підсобні будівлі, трапезну, кузню, саджали територію квіти і дерева, мурували огорожу.
19 серпня 1999 року будівництво було завершене на Свято Преображення Господнього, Головної Брами.
14 листопада 2002 року, надвечір дві невідомі жінки пробралися до церкви з каністрою бензину, облили стіни, підлогу і підпалили. До приїзду рятувальників згоріли вишиті рушники і хоругви, ікони, молитвослови, реєстрові журнали, книги та церковна утвар.
До 19 грудня 2002 року приміщення було повністю відремонтоване.
2005 року було завершене капітальне будівництво храму, на освячення приїхав Патріарх Філарет.
19 грудня 2013 року Божественну Літургію у церкві Святого Миколая відправив Святійший Патріарх Київський і всієї Руси-України Філарет.

## Стиль храму
Церкву Святого Миколая виконано у стриманому стилі. Іконостас із ликами святих виконано у стилістиці середньовічного іконописця Андрія Рубльова. Білосніжна церква з позолоченими куполами і дахом з «малиновими» дзвонами із бельгійського Мехелен.

## У соціальних мережах
Церква розповідає про актуальні події у соціальній мережі Фейсбук та свій сайт.
На сайті також розміщені фото значущих для церкви подій минулого.

## Галерея

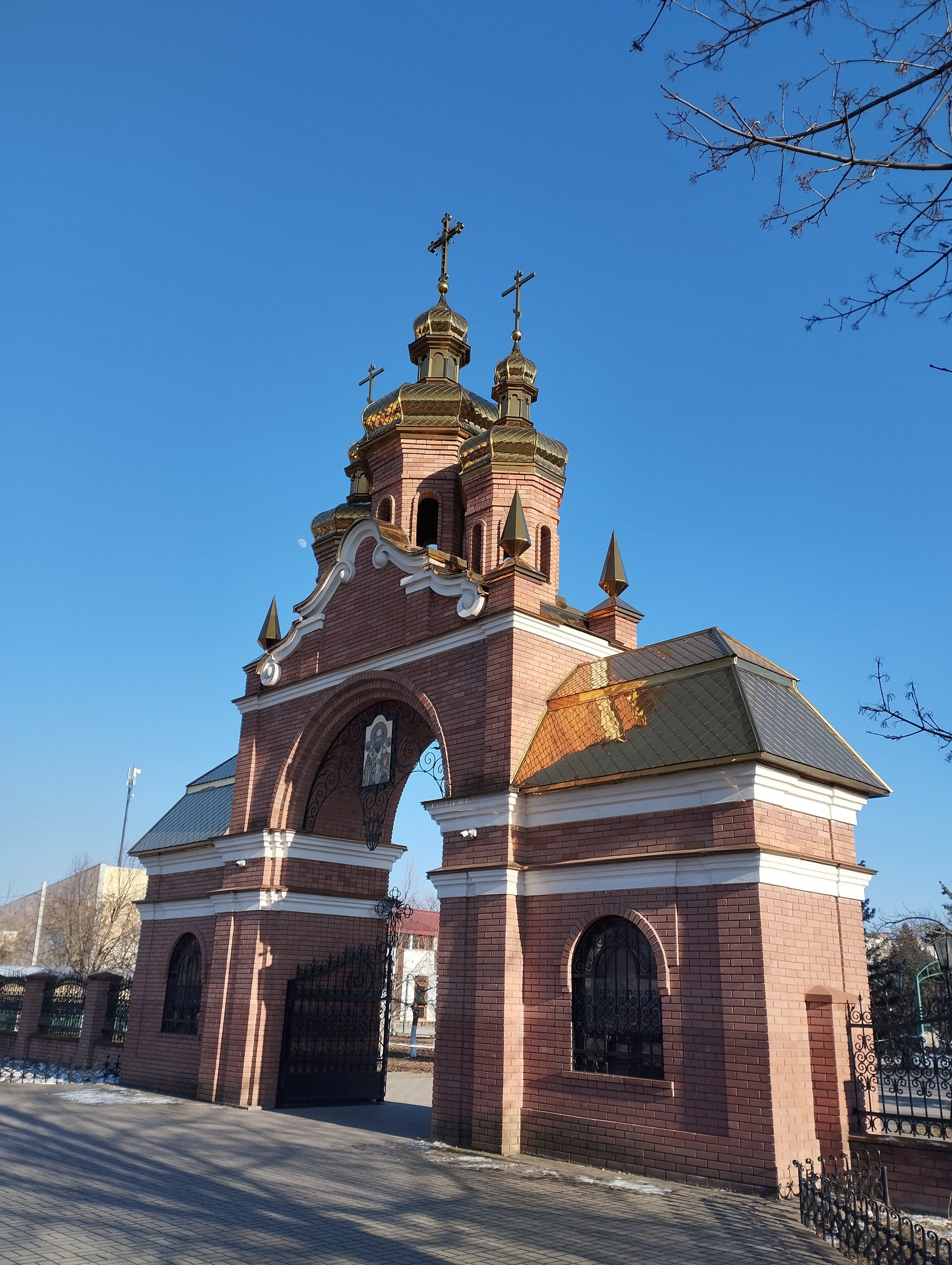
Арка входу
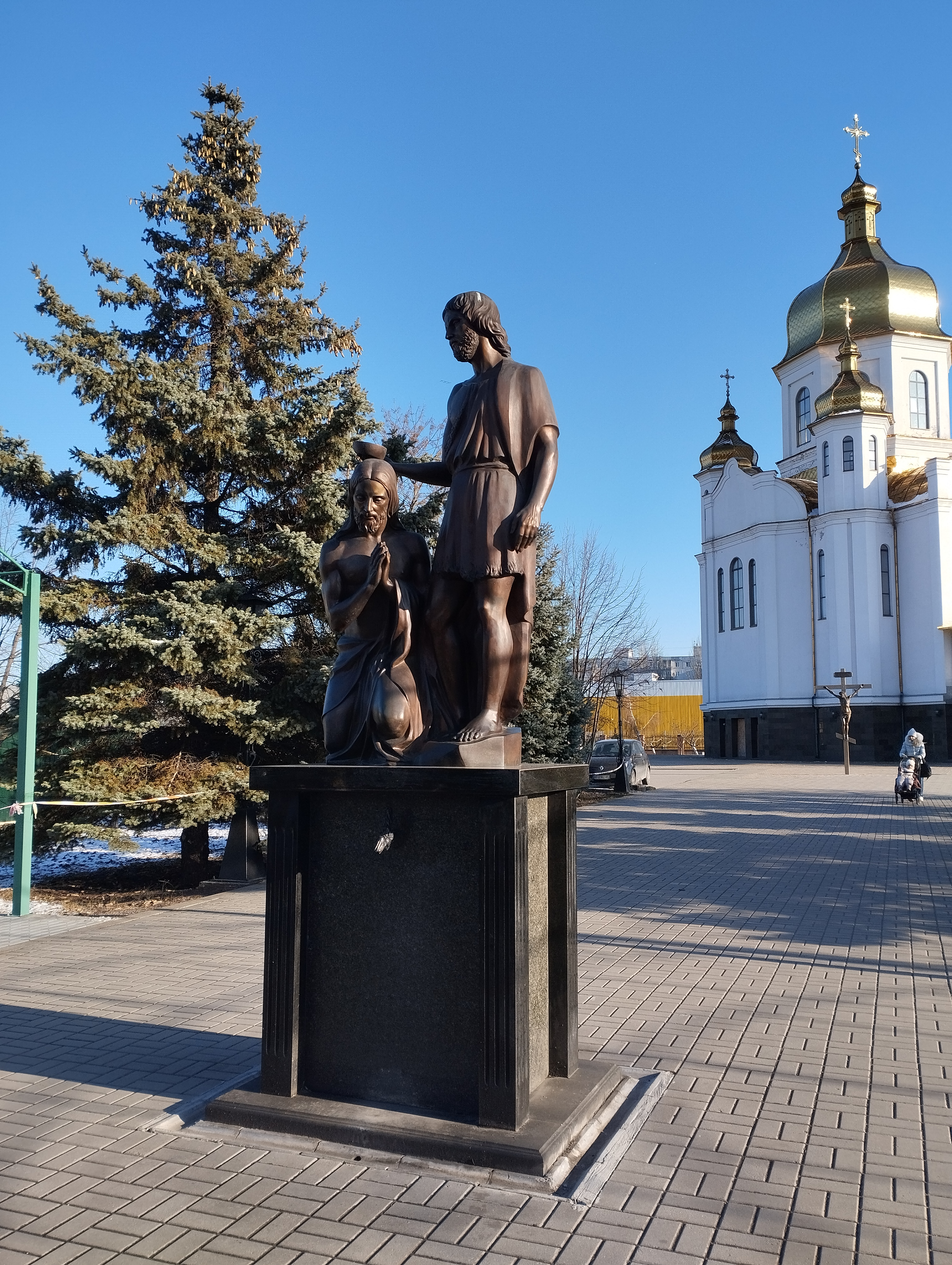
Статуетка Христа
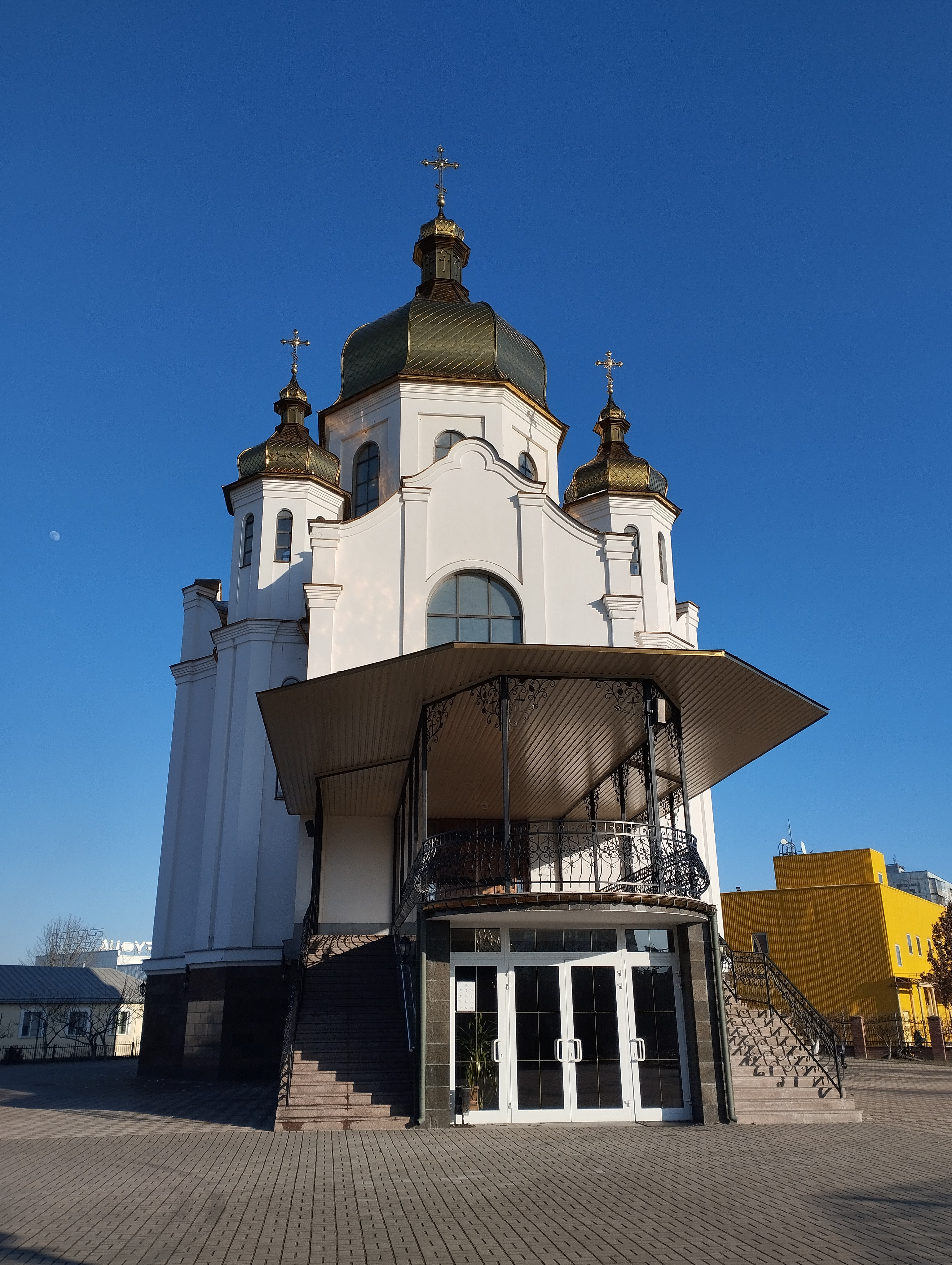
Центральний вхід
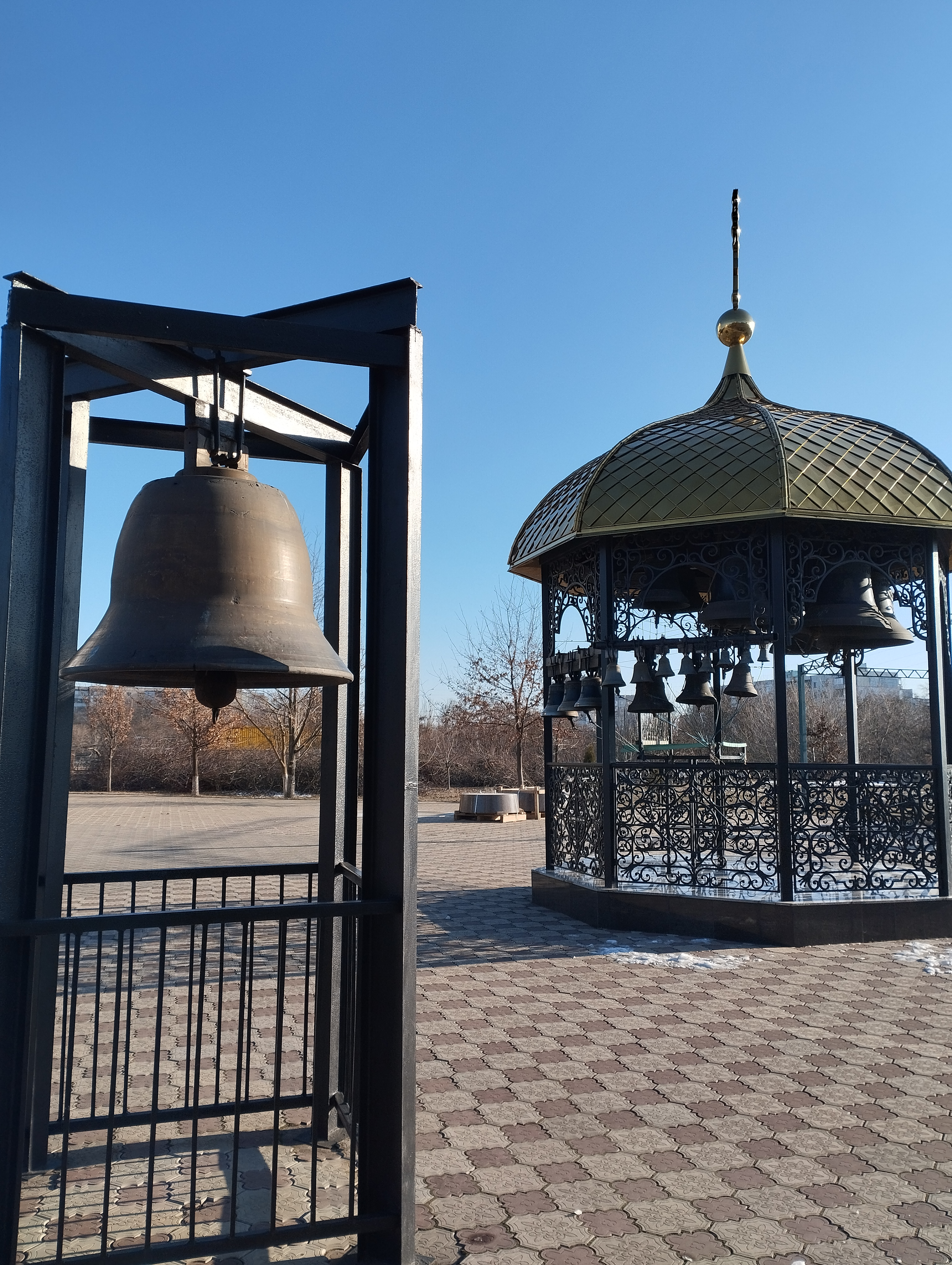
Дзвінниця
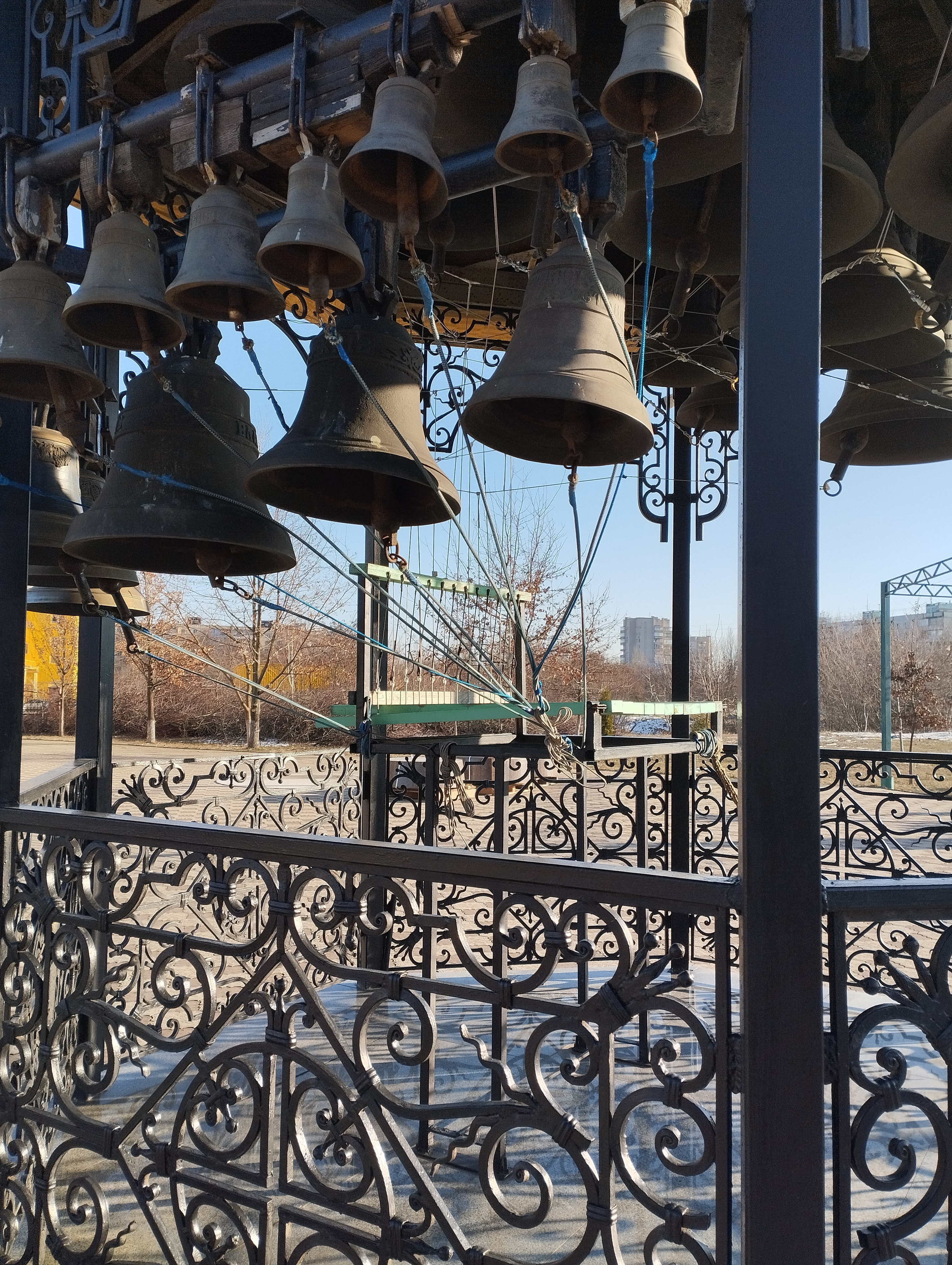
Дзвони